# Zignago
Zignago (Zignægo in ligure, Zignaigu nella variante locale) è un comune italiano sparso di 469 abitanti della provincia della Spezia in Liguria. La sede comunale è situata nella frazione di Pieve.

## Geografia fisica
Il territorio del comune di Zignago è costituito da diversi nuclei abitativi nell'alta val di Vara; la sede comunale Pieve è situata a 632 m sul livello del mare. Nei pressi della frazione di Valgiungata si sale fino al valico del Rastrello (1047 m s.l.m.) sullo spartiacque tra le valli Vara e Magra e già confine amministrativo tra la Repubblica di Genova e il Granducato di Toscana. Sono comprese nel territorio zignaghese le vette del monte Dragnone (1.016 m) e del monte Fiorito (1.091 m); i principali corsi d'acqua sono i torrenti Casseruola, Mangia e Scannabecco.
Il comune è parte integrante della filiera agroalimentare del "biologico" con produzioni pregiate di carni bovine ed ovine.

## Storia

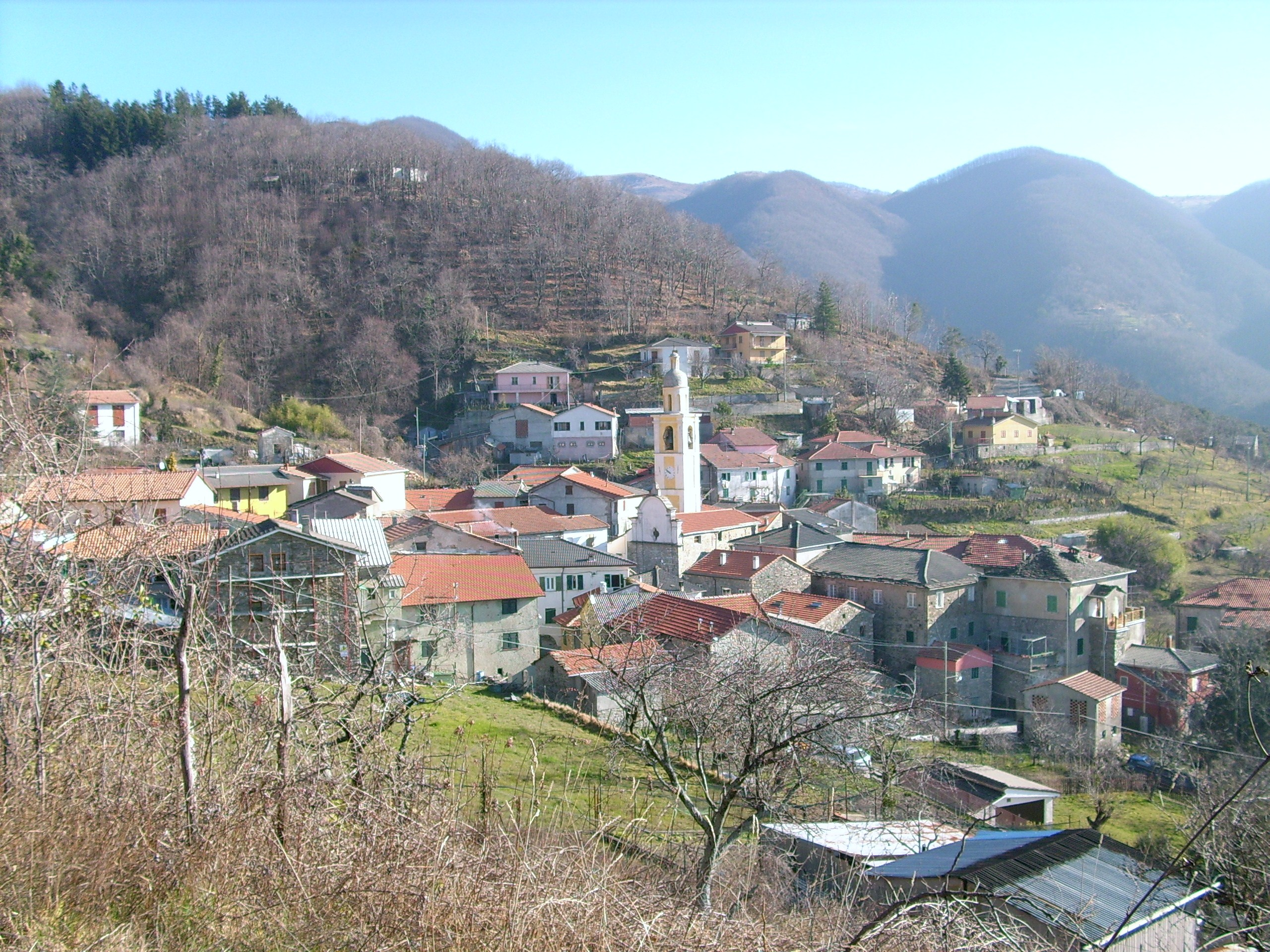
Panorama di Torpiana

Secondo alcune fonti il toponimo Zignago deriverebbe molto probabilmente dal termine dialettale Zignègu, cioè abitante vicino all'acqua.
Il sito di Zignago era già abitato in epoca preistorica, come testimonia la statua stele qui ritrovata, nel 1827, nella frazione Novà.
Il territorio, chiamato originariamente con il toponimo Cornia, fu zona di confine tra i Longobardi e i Bizantini. 
Divenuto possedimento feudale dei Signori di Vezzano, che vi edificheranno un castello, Zignago venne in seguito ceduto al comune di Pontremoli; fu quindi proprietà della famiglia nobiliare dei Fieschi di Lavagna.
Nel 1273 entrò a far parte dei territori della Repubblica di Genova, in netto anticipo rispetto ad altri territori della val di Vara, sottraendolo al dominio della famiglia Malaspina, già signori della Lunigiana e di altri borghi dello spezzino. 
A metà del XVI secolo la repubblica genovese la elevò al titolo di Podesteria con un apposito magistrato nominato dal governo genovese.
Così come gli altri paesi sotto il dominio genovese seguì le sorti e le vicende storiche di Genova quali l'invasione austriaca nel 1747 e quella francese di Napoleone Bonaparte nel 1797.
Con la dominazione francese rientrò dal 2 dicembre nel Dipartimento del Vara, con capoluogo Levanto, all'interno della Repubblica Ligure. Dal 28 aprile del 1798 con i nuovi ordinamenti francesi, il territorio di Zignago rientrò nel III cantone, come capoluogo (Pieve di Zignago), della Giurisdizione di Mesco e dal 1803 centro principale del IV cantone di Godano nella Giurisdizione del Golfo di Venere. Annesso al Primo Impero francese, dal 13 giugno 1805 al 1814 venne inserito nel Dipartimento degli Appennini.
Nel 1815 fu inglobato nella provincia di Levante del Regno di Sardegna, così come stabilì il Congresso di Vienna del 1814, e successivamente nel Regno d'Italia dal 1861. Dal 1859 al 1927 il territorio fu compreso nel IV mandamento di Godano del circondario di Levante facente parte della provincia di Genova prima e, con l'istituzione nel 1923, della provincia della Spezia poi.
Al 1956 risalgono gli ultimi aggiustamenti al territorio comunale con il distacco della frazione di Bozzolo e il suo accorpamento nel territorio di Brugnato.
Dal 1973 al 31 dicembre 2008 ha fatto parte della Comunità montana dell'Alta Val di Vara e, con le nuove disposizioni della Legge Regionale n° 24 del 4 luglio 2008, fino al 2011 della Comunità montana Val di Vara. Dal 6 dicembre 2014 al 31 dicembre 2020 ha fatto parte dell'Unione dei comuni della Val di Vara.

### Simboli
Stemma
Gonfalone

Lo stemma e il gonfalone sono stati concessi con decreto del presidente della Repubblica del 12 settembre 1953.

### Onorificenze
Zignago è tra le città decorate al valor militare per la guerra di Liberazione, insignito della Croce di guerra al valor militare, concessa con decreto del Presidente della Repubblica del 13 ottobre 1984, per i sacrifici delle sue popolazioni e per l'attività nella lotta partigiana durante la seconda guerra mondiale:

## Monumenti e luoghi d'interesse

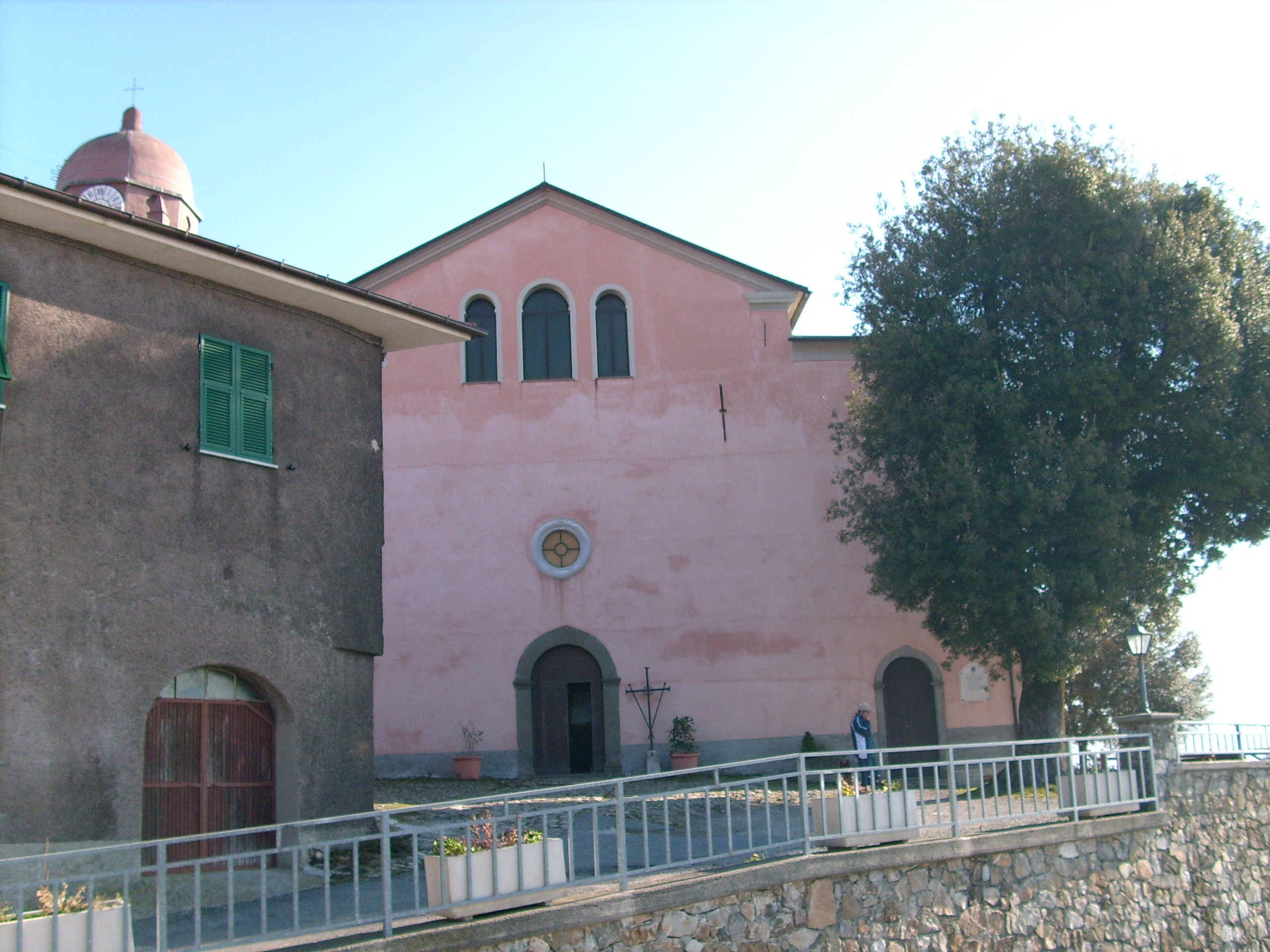
La chiesa di San Pietro apostolo presso il capoluogo di Pieve di Zignago

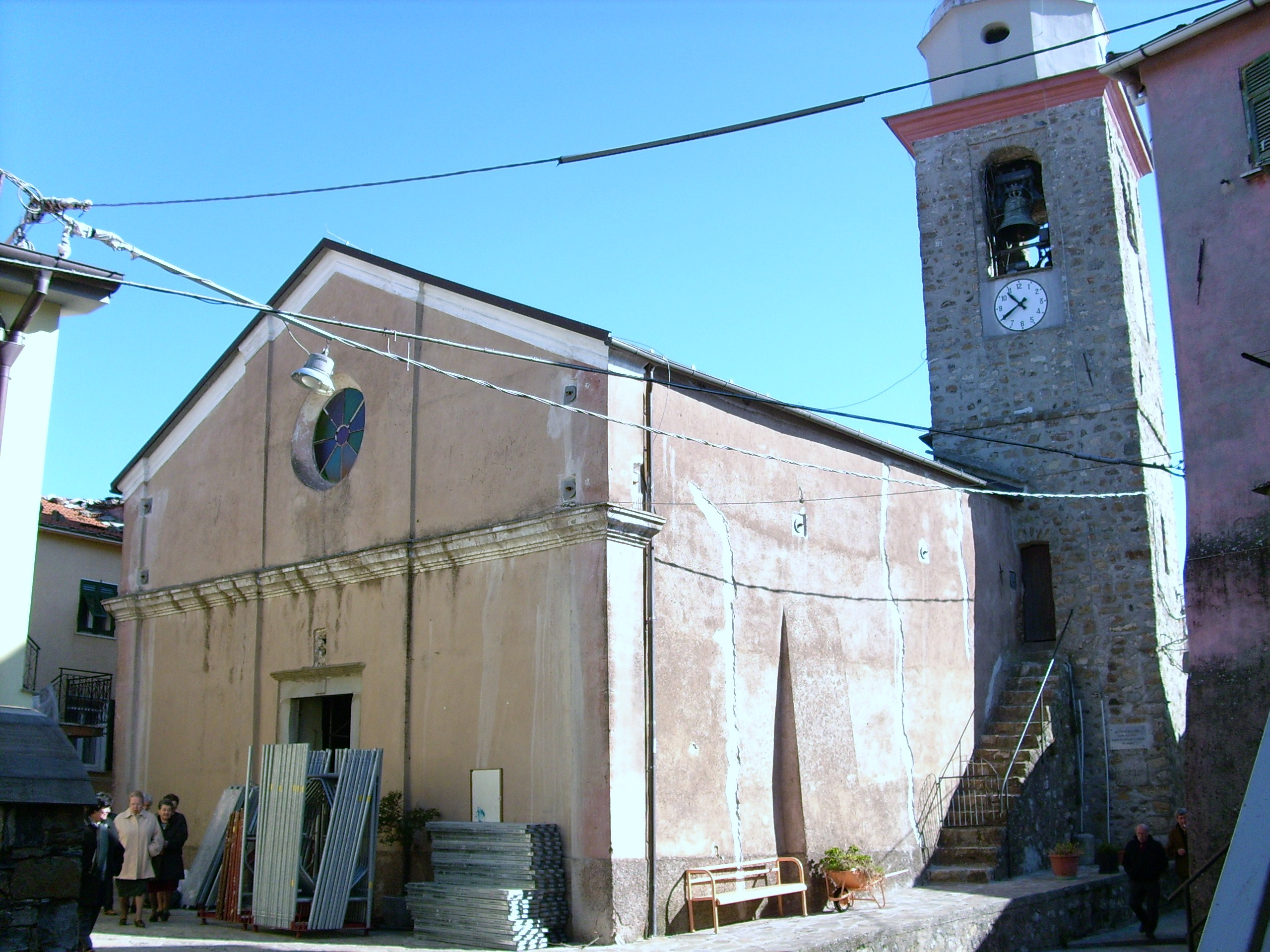
La chiesa parrocchiale di San Martino nella frazione di Serò

### Architetture religiose
- Santuario della Madonna del Dragnone fu eretto sul monte del Dragnone (1.011 metri), presso Pieve di Zignago e da cui trae il nome, secondo alcuni documenti risalenti al XVIII secolo e conservati nell'archivio parrocchiale del paese, per sostituire una precedente struttura religiosa. L'opera di edificazione si concluse nel 1856.
- Pieve di San Pietro Apostolo nella frazione di Pieve di Zignago. La sua comunità parrocchiale, denominata anticamente pieve di Cornia fu possedimento della diocesi di Luni dal 1148 al 1470. L'attuale edificio è risalente al 1856 con l'antico campanile in pietra che conserva tracce del primitivo impianto medievale. Di notevole interesse è l'organo Vegezzi-Bossi, a trasmissione pneumatica, posto in cantoria sopra il portale. Lo strumento, risalente al primo Novecento, è stato interamente restaurato e consegnato alla comunità nel settembre 2022.
- Chiesa parrocchiale di San Martino Vescovo nella frazione di Serò. Nel 2008, dopo circa tre anni di lavori, la chiesa viene restituita al culto arricchita dal restauro delle opere pittoriche e lignee e dal ripristino di particolari architettonici originali rinvenuti durante i lavori di consolidamento dell'edificio.
- Chiesa parrocchiale della Presentazione di Maria nella frazione di Sasseta. All'interno della chiesa è conservato un quadro raffigurante san Giovanni Nepomuceno, patrono del paese.
- Chiesa parrocchiale di San Martino vescovo nella frazione di Torpiana.
- Chiesa di Sant'Andrea Apostolo nella frazione di Valgiuncata.
- Cappella dell'Immacolata Concezione nella frazione di Vezzola.
- Cappella di San Rocco nella frazione di Imara.

### Architetture militari
- Castello di Zignago. Il castello fu eretto sul monte omonimo ad ovest del paese di Zignago e in origine appartenne ai Signori di Vezzano che in seguito lo cedettero al comune di Pontremoli (MS). Il castello è citato in un atto della Repubblica di Genova, datato al 1273, nel quale i procuratori del paese assicuravano totale dedizione a Genova. Oggi dell'antico castello rimangono soltanto alcuni ruderi; recentemente un accurato restauro della zona antistante il castello ha permesso la scoperta delle originarie fondamenta della struttura.
- Castello di Serra Maggiore. Eretto nella frazione odierna di Pieve di Zignago, grazie alla sua strategica posizione poteva dominare tutta la valle detta "del Mangia" nonché i territori della Podesteria. Come il castello di Zignago apparteneva anch'esso ai Signori di Vezzano che in seguito lo vendettero alla comunità di Pontremoli. Questi ultimi lo cedettero ai Fieschi, conti di Lavagna. Dell'antico castello rimane ad oggi qualche rudere.
- Resti di una torre d'avvistamento bizantina nella frazione di Sasseta, trasformata in seguito in campanile della locale chiesa.

### Siti archeologici

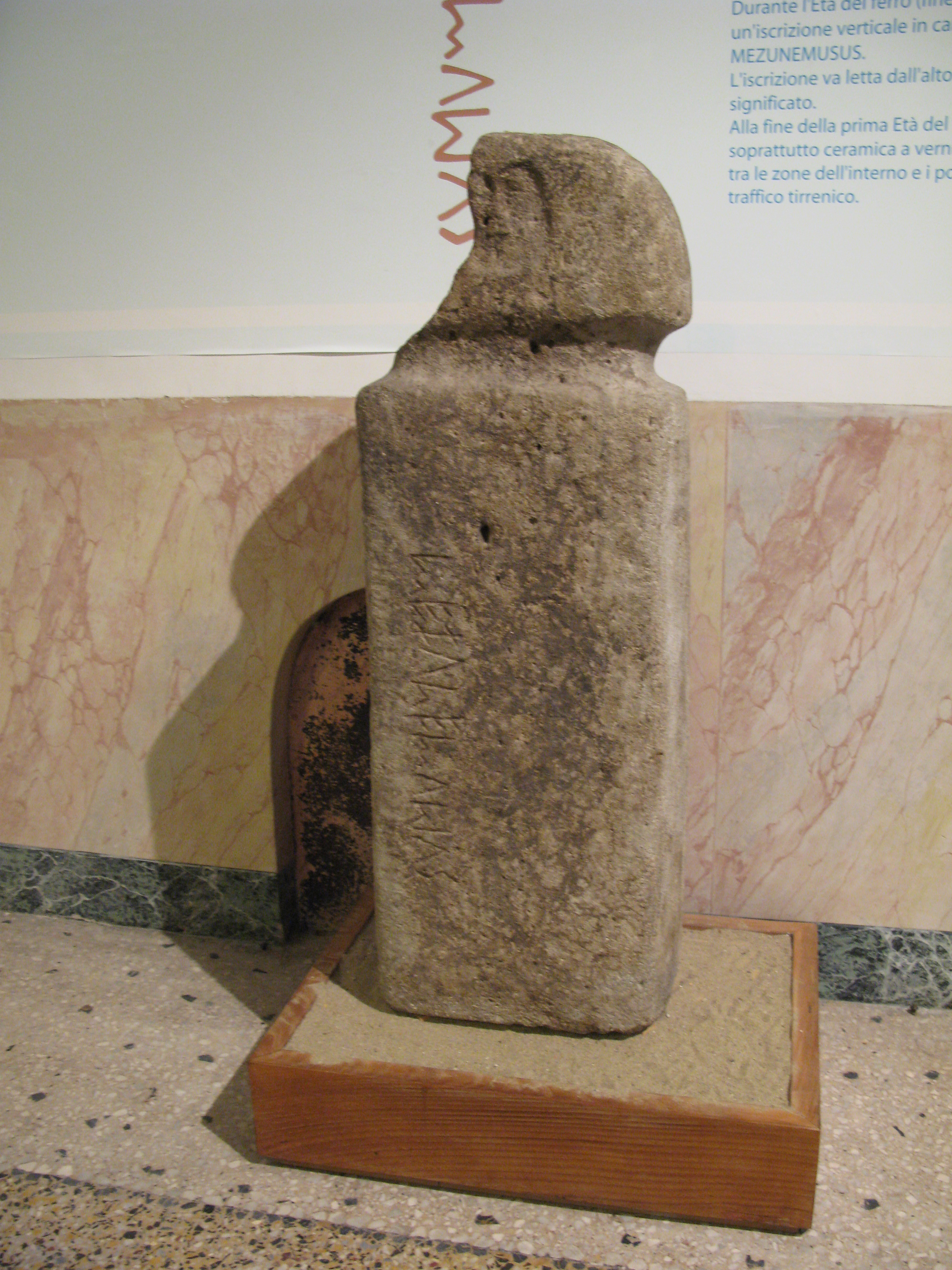
La statua stele di Zignago esposta al museo di archeologia ligure di Pegli

La stele di Zignago fu trovata il 29 dicembre del 1827 nei pressi del greto del torrente Gravegnola dopo essere rimasta sepolta per secoli sotto lo strato di terreno. 

A differenza dei più noti ritrovamenti archeologici della vicina Lunigiana, la statua stele di Zignago si presenta squadrata e la figura umana è stata scolpita in un grande ceppo di arenaria di colore grigio cenere. L'altezza è di 1 metro e 8 centimetri, larga trentasette centimetri e raggiunge una profondità massima di 24 cm.
Dopo la sua scoperta la stele è stata oggetto di numerosi studi, soprattutto per la presenza di un'antica iscrizione portante la dicitura MEZVNEMVSVS; alcuni storici hanno valutato l'ipotesi che tale dicitura derivi dall'antica lingua ligure, scritta con caratteri etruschi, e riporterebbe il nome di un certo "Mezio Menisco" alla quale è stata dedicata la stele sepolcrale.
La sua eccezionale scoperta ha permesso agli storici un nuovo approfondimento e studio della protostoria nella regione ligure e nel levante. Oggi la stele è conservata presso il museo di archeologia ligure di Genova Pegli.

## Società

### Evoluzione demografica
Abitanti censiti

### Etnie e minoranze straniere
Secondo i dati Istat al 31 dicembre 2019, i cittadini stranieri residenti a Zignago sono 22.

## Geografia antropica

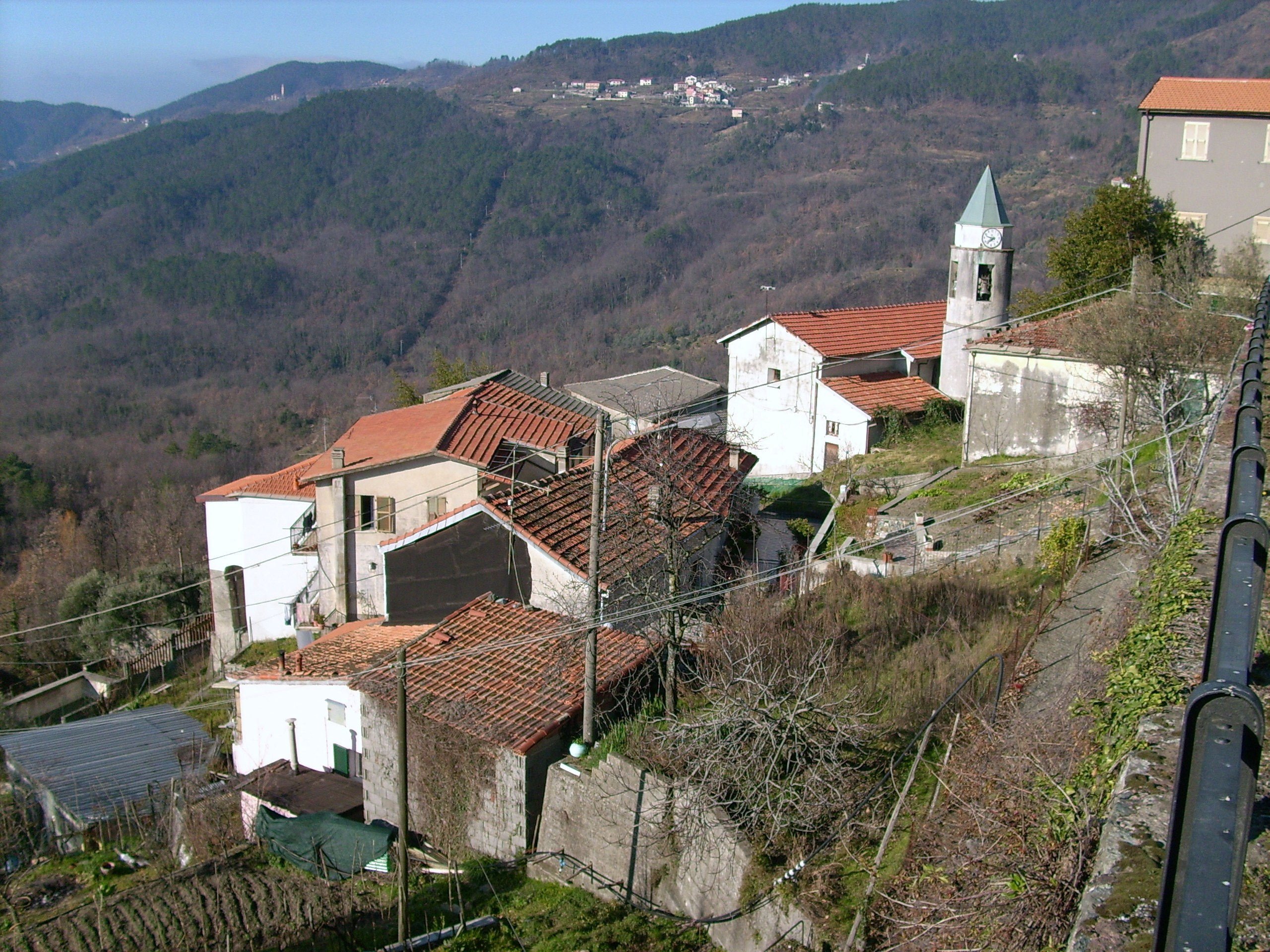
Panorama della frazione di Sasseta

Il comune è costituito, oltre alla sede comunale, dalle otto frazioni di Imara, Debbio, Sasseta, Serò, Valgiuncata, Vezzola e Torpiana per un totale di 28,7 km².
Confina a nord con il comune di Zeri (MS), a sud con Brugnato, ad ovest con Sesta Godano, e ad est con Zeri e Rocchetta di Vara.

## Economia
Zignago è un comune della val di Vara facente parte della cosiddetta "valle del biologico". Fiorente è la zootecnica con allevamenti di bestiame da carne nelle località il Castellaro, la Casetta, Casa Panigale, Vigà, Costacavallara.
Altra fonte di discreto reddito è la silvicoltura praticata nei boschi limitrofi con tagli colturali di essenze quali pino, ontano, castagno e cerro.
Di particolare pregio è l'olio extravergine di oliva che viene prodotto in quantità non elevate, ma di indiscussa qualità considerato che il territorio comunale presenta alcune zone con clima tipicamente mediterraneo (località Sasseta, Pignola di Serò, Valgiuncata e Cravarezzo).
Discreta anche la produzione di vino con prevalenza di rossi ricavate prevalentemente da vitigni quali il Sangiovese, Arbarola, etc.
Produzione artigianale di pasta nella frazione di Vezzola.

## Infrastrutture e trasporti

### Strade
Il territorio di Zignago è attraversato principalmente dalla strada provinciale 5 che permette il collegamento stradale con Rocchetta di Vara, a sud, e la strada provinciale 3 nel territorio comunale di Sesta Godano.

### Mobilità urbana
Dal comune di Rocchetta di Vara un servizio di trasporto pubblico locale gestito dall'ATC garantisce quotidiani collegamenti bus con Zignago e per le altre località del territorio comunale.

## Amministrazione

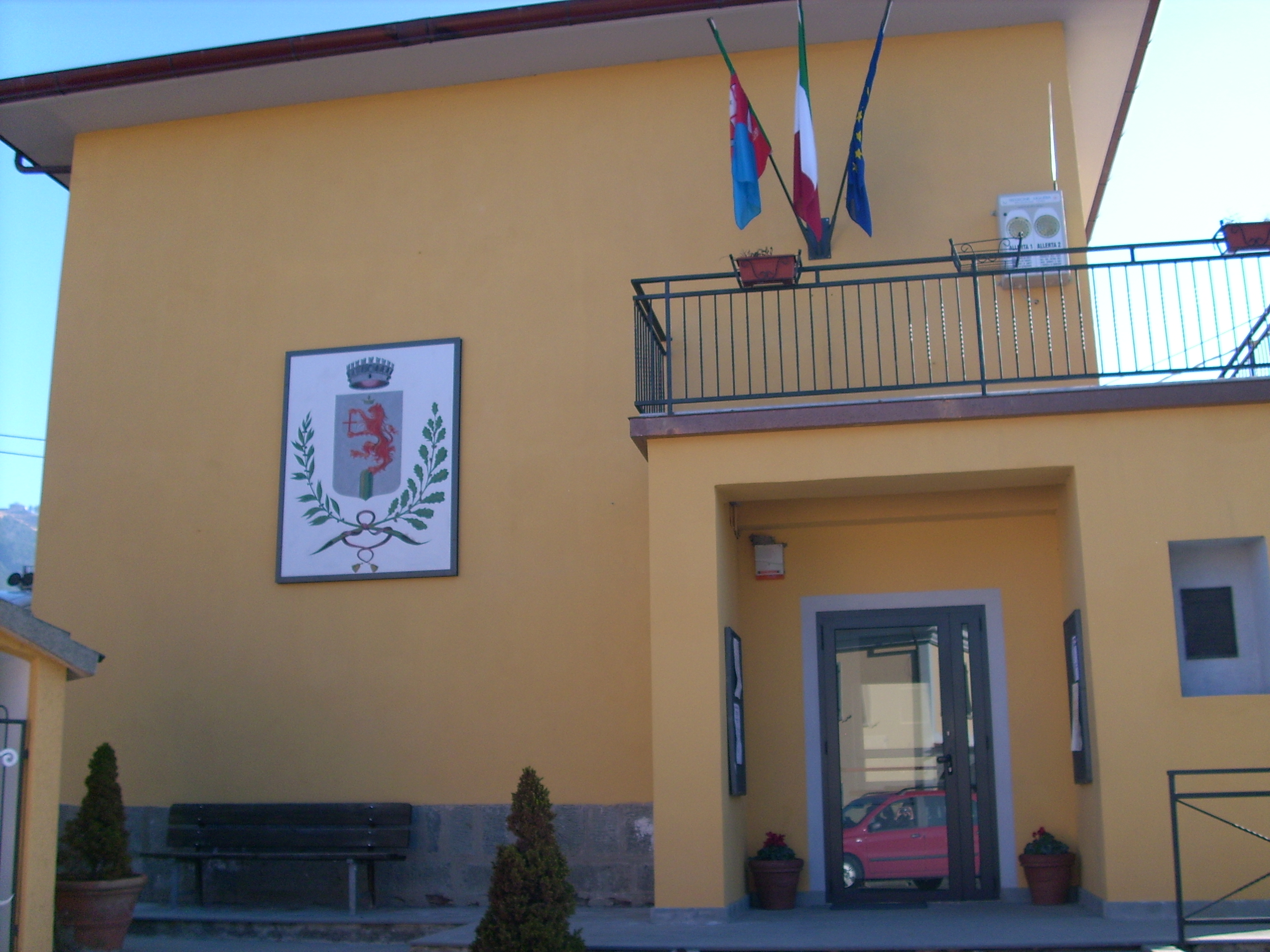
Il municipio a Pieve di Zignago

| Periodo           | Periodo          | Primo cittadino          | Partito                                              | Carica         | Note   |
| ----------------- | ---------------- | ------------------------ | ---------------------------------------------------- | -------------- | ------ |
| 1º settembre 1985 | 26 maggio 1990   | Luciano Menini           | Partito Comunista Italiano                           | Sindaco        |        |
| 2 luglio 1990     | 24 aprile 1995   | Luciano Menini           | Partito Democratico della Sinistra                   | Sindaco        |        |
| 24 aprile 1995    | 14 giugno 1999   | Luciano Menini           | Partito Democratico della Sinistra                   | Sindaco        |        |
| 14 giugno 1999    | 14 giugno 2004   | Luciano Menini           | lista civica di centro-sinistra                      | Sindaco        |        |
| 14 giugno 2004    | 8 giugno 2009    | Roberto Valletti         | lista civica                                         | Sindaco        |        |
| 8 giugno 2009     | 26 maggio 2014   | Roberto Valletti         | Una nuova luce per Zignago (lista civica)            | Sindaco        |        |
| 26 maggio 2014    | 22 dicembre 2015 | Annalisa Pisoni          | Una nuova luce per Zignago (lista civica)            | Sindaco        | [ 15 ] |
| 22 dicembre 2015  | 5 giugno 2016    | Maria Stefania Ariodante |                                                      | Comm. straord. | [ 16 ] |
| 5 giugno 2016     | 4 ottobre 2021   | Simone Sivori            | Credere nel futuro (lista civica di centro-sinistra) | Sindaco        |        |
| 4 ottobre 2021    | in carica        | Simone Sivori            | Credere nel futuro (lista civica di centro-sinistra) | Sindaco        |        |

## Eventi
- 26 maggio: festa della Madonna di Caravaggio a Valgiuncata.
- 13 giugno: festa di S. Antonio di Padova a Pieve e Torpiana.
- 29 giugno: festa patronale di S. Pietro Apostolo a Pieve.
- 15 agosto: festa dell'Assunta a Serò.
- 16 agosto: festa di S. Rocco a Imara e Torpiana.
- 24 agosto: festa di S. Bartolomeo a Debbio.
- 8 settembre: festa patronale della Madonna del Dragnone al Santuario.
- 11 novembre: festa patronale di S. Martino a Serò e Torpiana.
- 30 novembre: festa di S. Andrea Apostolo a Valgiuncata.
- 8 dicembre: festa dell'Immacolata Concezione a Vezzola.